# Bolbotritus prionoides
Bolbotritus prionoides är en skalbaggsart som först beskrevs av Aurivillius 1891.  Bolbotritus prionoides ingår i släktet Bolbotritus och familjen långhorningar.
Artens utbredningsområde är:
- Moçambique.
- Zimbabwe.

Inga underarter finns listade.